# Dominic Maroh
Dominic Maroh (Nürtingen, 4 de março de 1987) é um futebolista profissional esloveno que atua como defensor.

## Carreira
Dominic Maroh começou a carreira no SSV Reutlingen.